# Genesis Communications Network
Das Genesis Communications Network (teilweise auch GCN) ist ein US-amerikanisches Medienunternehmen. Das 1998 gegründete Radionetzwerk befindet sich im Besitz von Ted Anderson. Derzeit produziert die Firma mehr als 75 Sendungen, die an über 830 Stationen in den USA verbreitet werden. Teile werden über Kurzwellendienste ausgestrahlt. Einige Sendungen werden auch von America’s Talk Radio übernommen. Zu den erfolgreichsten Sendungen gehört die Show von Joy Browne, welche auf Platz 25 der Heavy Hundred des Talkers Magazine gelistet ist (2016).

## Sendungen (Auswahl)
- The Alex Jones Show moderiert von Alex Jones, der als der führende „conspiracy theorist“ (Verschwörungstheoretiker) in den USA bekannt ist. Die Show ist die Flaggschiffsendung von GCN. Viele Stationen zeichnen die Sendung auf und strahlen sie zeitversetzt aus, um die zeitgleich produzierte Rush Limbaugh Show senden zu können.
- Sons Of Liberty ist die Show von Dean und Jake McMillan. Die Show läuft auf WWTC Minneapolis und wird von GCN produziert. Nachdem die Moderatoren im Mai 2011 rassistische Songs gespielt hatten, sperrte WWTC sie für drei Monate. Die Show ist eine Ausgründung der evangelikalen Rapcore-Nu-Metal-Band Junkyard Prophet und ihres Jugendmissionsfestivals YCRBYCHI.
- USA Prepares
- Free Talk Live, moderiert von den Libertären Ian Freeman und Mark Edge
- America Tonight mit Kate Delaney
- American Survival Radio
- Cosmic Living Radio mit Dr. Joseph Zdanowski ist eine esoterische Selbsthilfesendung[2]
- The Baldwin McCullough Show, moderiert von den Schauspielern Stephen Baldwin und Kevin McCullough.
- Daliah Wachs
- Doug Stephan's Good Day, GCN überträgt Teile der Morning Show von Doug Stephan.
- The Steve Sanchez Show
- Katherine Albrecht moderiert eine einstündige Sendung auf GCN
- Home Talk USA mit „The Cajun Contractor“ Michael King
- The Stone Cold Truth moderiert von Roger Stone sendet samstags eine Verkaufssendung für Produkte der Alternativmedizin.

## Frühere Sendungen
- Mike Siegel, ehemaliger Host von Coast to Coast AM sendete über GRN eine Late Night Show.
- The Jason Lewis Show wurde von „America’s Mr. Right“ Jason Lewis auf KSTP moderiert. Zunächst wurde Lewis’ Sendung von Premiere Radio Networks, später von GCN US-weit veröffentlicht.
- Marilu Henner moderierte eine zweistündige Nachmittagssendung

## Weblink
- Offizieller Internetauftritt unter www.gcnlive.com